# Garrett Clayton

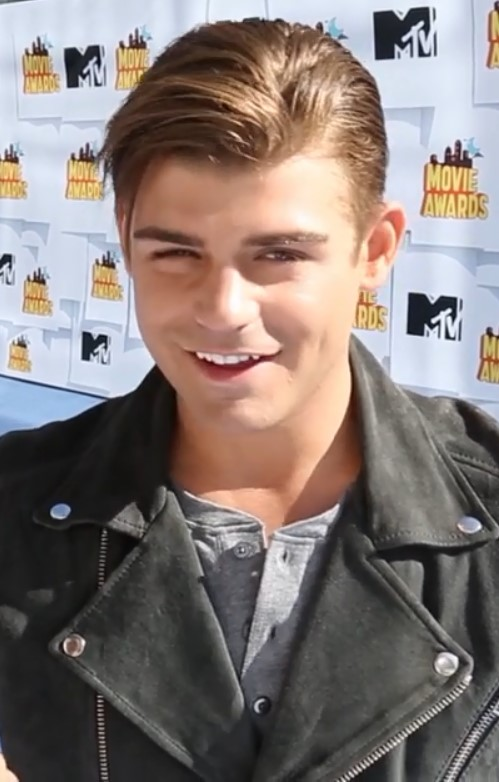
Garrett Clayton, 2015

Garrett Clayton (* 19. März 1991 in Dearborn, Michigan als Gary Michael Clayton) ist ein US-amerikanischer Schauspieler, Tänzer und Sänger.

## Leben
Garrett Clayton wurde im März 1991 in Dearborn, Michigan, geboren und wuchs in Dearborn Heights auf. Er nahm während seiner Schulzeit auf der Crestwood High School Tanzunterricht und trat in vielen Theater-Produktionen wie Peter Pan, Die Schöne und das Biest, Charlie Brown und Fame auf. Im Mai 2009 schloss er die Schule ab. Clayton ist in einer langjährigen Beziehung mit einem Mann.

## Schauspielkarriere
Seine Karriere begann er mit kleineren Rollen in Filmen und Fernsehserien. So war er 2010 in einer Folge von Zeit der Sehnsucht und Shake It Up – Tanzen ist alles zu sehen. An der Seite von Ralph Macchio spielte er 2012 die Rolle des rebellischen Teenagers Blake in dem Lifetime-Fernsehfilm Holiday Spin.
Bekannt wurde er durch die Rolle des Tanner in dem Disney Channel Original Movies Teen Beach Movie und deren Fortsetzung Teen Beach 2.

## Filmografie (Auswahl)
- 2009: Magic Mentah
- 2010: Zeit der Sehnsucht (Days of our Lives, Seifenoper)
- 2010: Shake It Up – Tanzen ist alles (Shake It Up!, Fernsehserie, Episode 1x07)
- 2011: Love, Gloria
- 2012: The Oogieloves in the Big Balloon Adventure
- 2012: Holiday Spin (Fernsehfilm)
- 2013: Jessie (Fernsehserie, Episode 3x04)
- 2013: Teen Beach Movie (Fernsehfilm)
- 2013: The Fosters (Fernsehserie)
- 2015: Teen Beach 2 (Fernsehfilm)
- 2015: 100 Dinge bis zur Highschool (Fernsehserie, Episode 1x16)
- 2016: Hairspray Live! (Fernsehfilm)
- 2016: King Cobra
- 2016: Don’t Hang Up